# Musca relictus
Musca relictus är en tvåvingeart som först beskrevs av Harris 1780.  Musca relictus ingår i släktet Musca och familjen tångflugor. Inga underarter finns listade i Catalogue of Life.